# Ga Majeon
Ga Majeon (Tiếng Hàn: 마전역, Hanja: 麻田驛) là ga tàu điện ngầm của Tàu điện ngầm Incheon tuyến 2 nằm ở Majeon-dong, Seo-gu, Incheon.

## Lịch sử
- 5 tháng 10 năm 2015: Tên ga được quyết định là Ga Majeon[1]
- 30 tháng 7 năm 2016: Bắt đầu kinh doanh với việc khai trương Tàu điện ngầm Incheon tuyến 2[2]

## Bố trí ga
| Geomdan Sageori ↑ |
| \| N/B            |
| ↓ Wanjeong        |

| Hướng Bắc | ● Incheon tuyến 2 | ← Hướng đi Geomdan Sageori · Wanggil · Geomdan Oryu |
| Hướng Nam | ● Incheon tuyến 2 | → Hướng đi Geomam · Seongnam · Juan · Unyeon →      |

## Xung quanh nhà ga
- Trường tiểu học Incheon Majeon
- Trường trung học cơ sở Majeon
- Trường tiểu học Incheon Wanjeong

## Hình ảnh

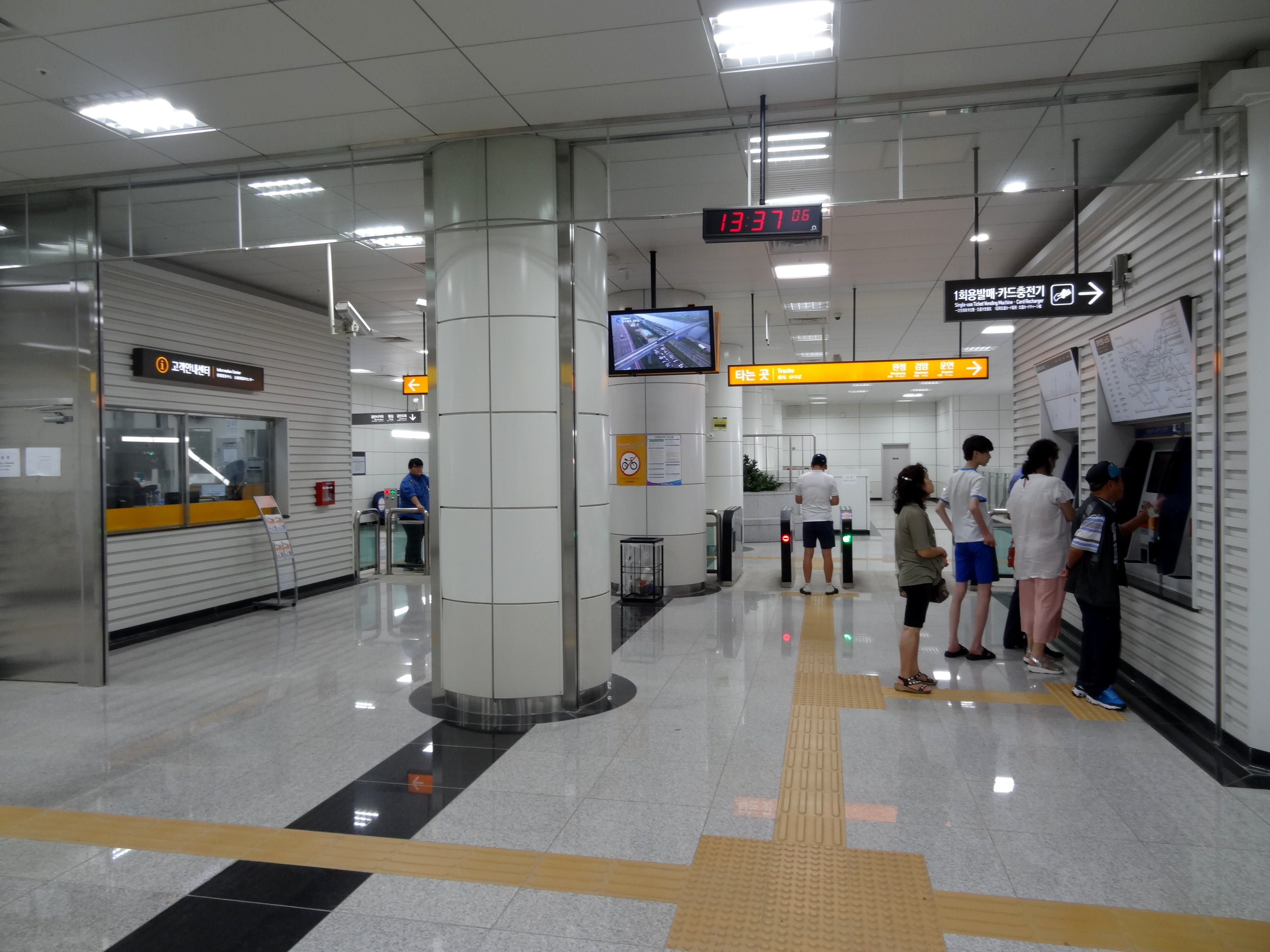
Phòng chờ và cửa soát vé Ga Majeon trên Tàu điện ngầm Incheon tuyến 2
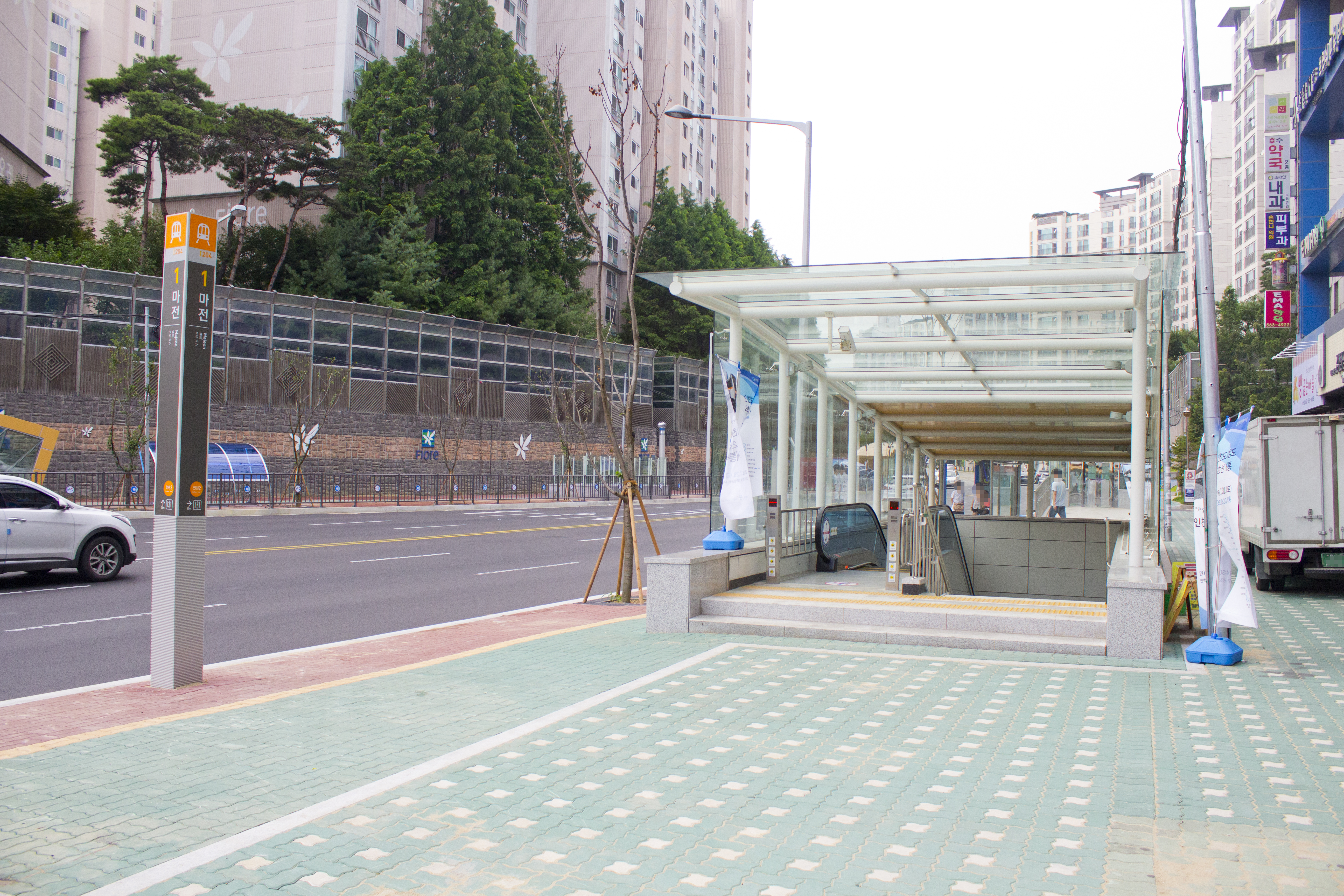
Lối ra 1 Ga Majeon trên Tàu điện ngầm Incheon tuyến 2
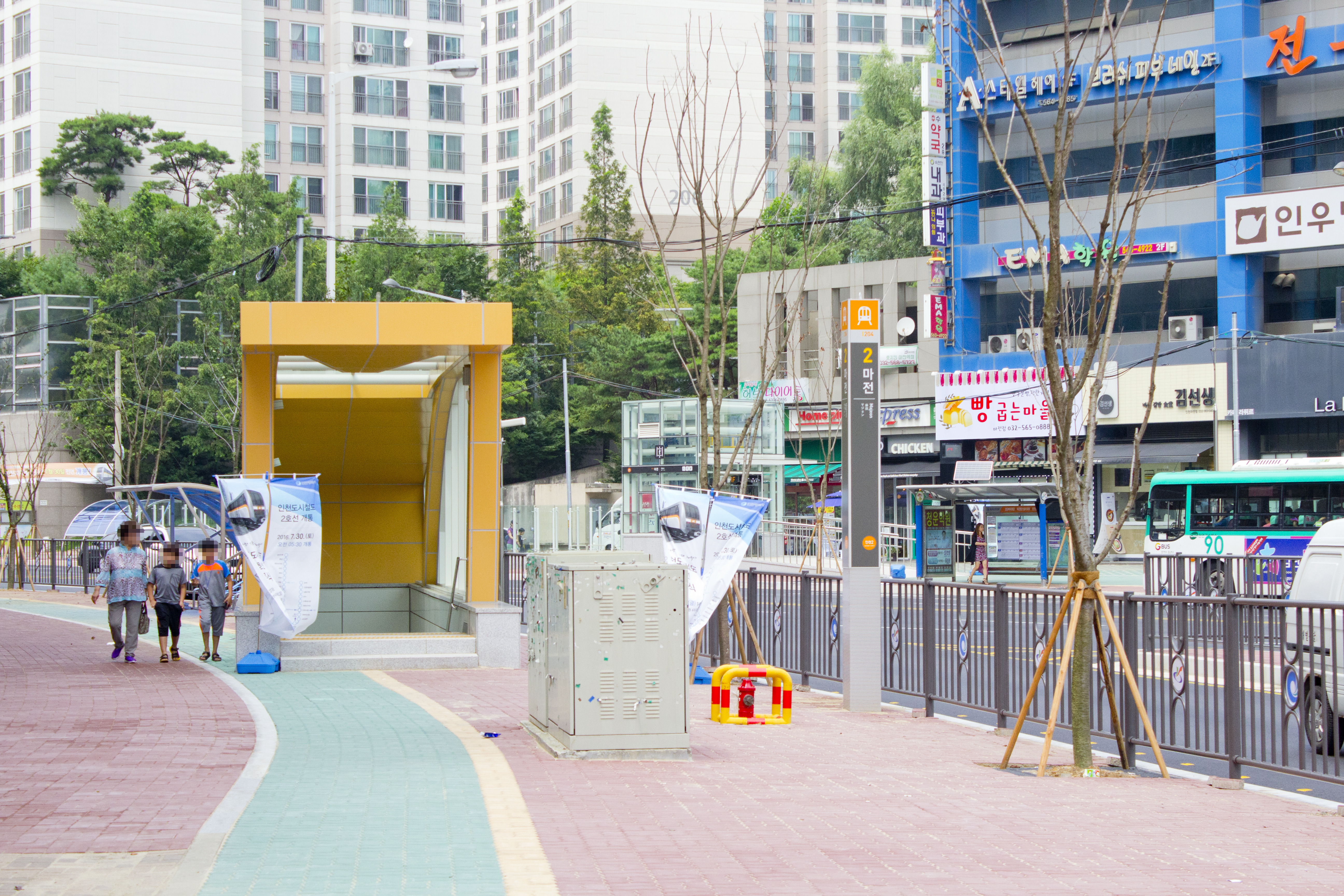
Lối ra 2 Ga Majeon trên Tàu điện ngầm Incheon tuyến 2
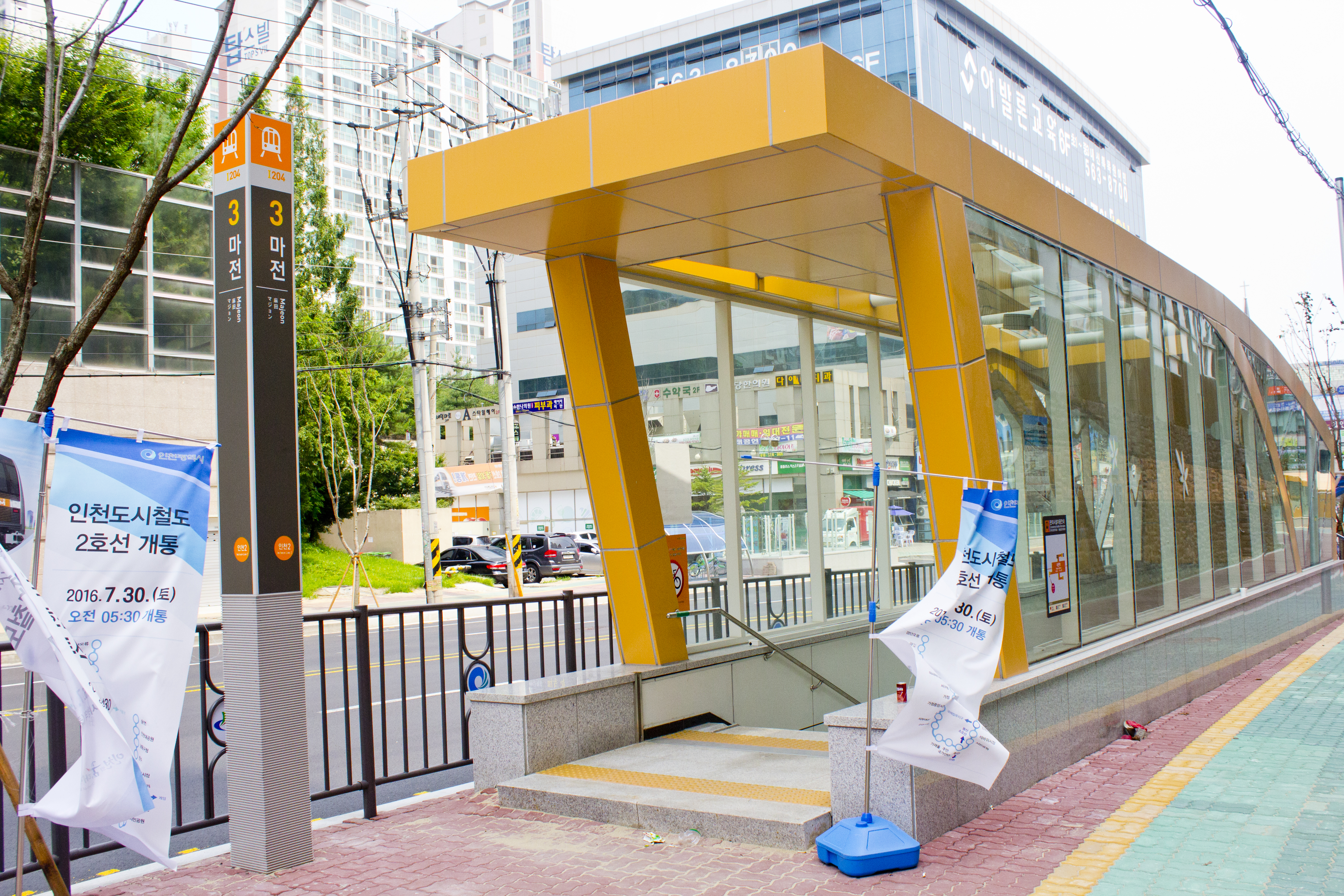
Lối ra 3 Ga Majeon trên Tàu điện ngầm Incheon tuyến 2